# Joseph Mokobe
Joseph Mokobe Ndjoku (ur. 15 sierpnia 1959 w Ndjombo) – kongijski duchowny rzymskokatolicki, od 2001 do 2023 biskup Basankusu.

## Życiorys
Święcenia kapłańskie przyjął 20 sierpnia 1978. W latach 1994–2001 pełnił urząd biskupa Bokungu-Ikela. 
28 listopada 2001 papież Jan Paweł II prekonizował go biskupem Basankusu.
11 listopada 2023 papież Franciszek przyjął jego rezygnację z urzędu biskupa Basankusu. 